# J. P. R. Williams
John Peter Rhys Williams (* 2. März 1949 in Bridgend; † 8. Januar 2024 in Cardiff), allgemein bekannt unter dem Kürzel JPR Williams, war ein walisischer Rugby-Union-Spieler und spielte von 1969 bis 1981 für die walisische Nationalmannschaft. Viele halten ihn für einen der besten Fullbacks aller Zeiten.

## Leben
Besonders seine harte Verteidigung war berühmt, doch er besaß ebenso großes Können, große Schnelligkeit und Gewandtheit im Angriff. Da er auch ein guter Kicker war, gab es keine „schwache Seite“ in seinem Spiel. In einer Zeit, in der es in Rugby-Union-Kreisen nicht als angemessen galt, zu sagen, man möge Rugby League, war JPR Williams einer der wenigen, die sich mit dem anderen Code beschäftigten. Er gab an, dass seine kurzen Überkicks auf Rugby-League-Technik basierten.
Williams gab auf Zureden seines Vaters den Tennissport auf und spielte Rugby, das damals noch Amateursport war, um eine Karriere in der Medizin verfolgen zu können. Seine offensichtlichen Fähigkeiten fielen schnell auf und 1969, mit 19 Jahren, gab er sein Länderspieldebüt für Wales. Insgesamt wurde ihm diese Ehre 55-mal zuteil, dazu spielte er achtmal für die Lions. Sein Clubrugby spielte er für Bridgend und London Welsh.
Es gab viele Höhepunkte in seiner Karriere: Er war ein Schlüsselspieler in der walisischen Nationalmannschaft, die 1971, 1976 und 1978 den Grand Slam gewann. Besonders in den Spielen gegen England glänzte er: In zehn Partien erzielte er fünf Versuche und seine Mannschaft verlor nie. Auch für die British Lions füllte er eine wichtige Rolle aus: 1971, auf der siegreichen Tour nach Neuseeland, erzielte er ein Dropgoal aus großer Entfernung. Drei Jahre später in Südafrika war er Teil der unbesiegten Lions-Mannschaft.
Viele Geschichten werden über seine legendäre Härte erzählt.
Auf der eben genannten Lions-Tour in Südafrika hatte das Team den berüchtigten 99 call als ein Signal für das gesamte Team, eine Prügelei anzufangen, entwickelt (siehe auch British and Irish Lions). Als der call im Spiel im Boet Erasmus Stadium kam, rannte JPR über den halben Platz und schlug Johannes van Heerden, einen um einiges größeren und schwereren Zweite-Reihe-Stürmer, bewusstlos. Später meinte dieser zu Williams, dies sei der beste Faustschlag gewesen, den er je bekommen habe („the finest punch he had ever received“).
Wegen einer Verletzungskrise während der walisischen Tour nach Australien im Jahr 1978 musste er im letzten Länderspiel statt auf der Schlussposition als Flanker spielen. Obwohl erwartet wurde, dass er mit den harten körperlichen Anforderungen, die diese Position stellt, nicht zurechtkommen würde, spielte er beeindruckend.
Im gleichen Jahr, in einem Spiel von Bridgend gegen die All Blacks, wurde er am Boden eines offenen Gedränges vom gegnerischen Prop John Ashworth getreten, was ein Loch in seine Wange riss. Unbeeindruckt verließ Williams, ein ausgebildeter Chirurg, den Platz, nähte selbst die Wunde zu und spielte weiter.
1981 beendete er seine Nationalmannschaftskarriere und arbeitete weiterhin als orthopädischer Chirurg. Im Clubrugby war er viele weitere Jahre während der 1980er-und-1990er-Jahre als Spieler aktiv.
Am 8. Januar 2024 starb Williams im Alter von 74 Jahren im University Hospital of Wales in Cardiff an einer bakteriellen Meningitis.